# Rasclet cap-rogenc
El rasclet cap-rogenc (Sarothrura lugens) és una espècie d'ocell de la família dels sarotrúrids (Sarothruridae).

## Hàbitat i distribució
Habita zones empantanegades d'Àfrica Subsahariana, a Camerun, el Gabon, República Democràtica del Congo, Ruanda, Tanzània, Angola, Zàmbia i Zimbàbue.